# Брати мусульмани
Товариство братів-мусульман (араб. جماعة الإخوان المسلمين Jamāʿat al-Ikhwān al-Muslimīn), більш відома як «Брати́-мусульма́ни» (араб. الإخوان المسلمون‎‎ al-Ikhwān al-Muslimūn Аль-Іхван аль-Муслімун) — арабська сунітсько-ісламська радикальна релігійно-політична асоціація. Виникла 1928 з невеликої групи, яку року створив Гасан аль-Банна в Ісмаїлії (Єгипет). Ідеологія — панісламізм. В багатьох країнах світу визнана терористичною. Найбільш гучний теракт «братів-мусульман» — вбивство президента Єгіпту Анвара Садата на військовому параді у 1981. Організація здійснила багато інших терористичних актів на Близькому Сході і у всьому світі. Має братні організації в кількох арабських країнах, підтримується Туреччиною та Катаром; заборонена в Саудівській Аравії, Об'єднаних Арабських Еміратах та після невдалої спроби антидемократичного державного перевороту 2013-2014 в країні походження Єгипту.

## Історія
1934 — центр асоціації був переведений до Каїра.
1937 — були засновані відділення Братів мусульман у Сирії, Лівані, потім в Іраці, Йорданії, Судані, Палестині.
Асоціація закликала до об'єднанню всіх мусульман в боротьбі проти імперської системи Заходу; домагалася відновлення халіфату, життя в якому регулювалося б положеннями Корану. У політичній діяльності, лідери «Братів-мусульман» спирались на ідеї соціальної справедливості та боротьби за національне визволення.
У міру того як її вплив зростала, вона виступала проти британського правління в Єгипті, починаючи з 1936 року, але була заборонена після звинувачення в насильницьких вбивствах, включаючи вбивство прем'єр-міністра молодим членом «Братів-мусульман».
До 1939 асоціація «Братів-мусульман» перетворилася на масову організацію з великою мережею відділень на місцях. До складу організації входили воєнізовані міліцейські батальйони, молодіжні спортивно-воєнізовані загони та бойові групи.
Після безуспішної спроби захопити владу в Єгипті асоціація була заборонена (8 грудня 1948).
12 лютого 1949 — був убитий Гасан Аль-Банна. Його наступником став Гасан аль-Худайбі, але він не зміг повністю відновити вплив «Братів-мусульман» у Єгипті (ОАР).
Ідеологом руху був єгипетський мислитель Саїд Кутб.
У 1952 році єгипетська монархія була повалена групою націоналістичних військових офіцерів (Рух вільних офіцерів), які сформували осередок у «Братів-мусульман» під час першої війни проти Ізраїлю в 1948 році. Однак після революції Ґамаль Абдель Насер, лідер осередку «вільних офіцерів», після повалення першого президента Єгипту Мухаммеда Наґіба в результаті державного перевороту, швидко виступив проти «Братів-мусульман», звинувачуючи їх в замаху на його життя. Асоціація була заборонена, і на цей раз тисячі його членів були ув'язнені, багато з яких піддавалися тортурам і роками втримувалися у в'язницях та концентраційних таборах.
Офіційно, асоціація «Братів-мусульман» була заборонена 29 жовтня 1954. Відтоді діяла підпільно.
Філії «Братів-мусульман» є в Сирії, Іраку, Йорданії, Лівані, Судані.
На початку 2011 року під час Єгипетської революції члени угруповування «Братів-мусульман» були одними з найактивніших учасників народних акцій протесту на площі Тахрір у Каїрі, які призвели до відставки президента Мубарака. У новому (постмубаракському) Єгипті «Брати-мусульмани», попри свій нелегальний статус, почали відігравати помітну роль у політичному житті країни.
6 червня 2011 — ісламістський рух «Брати-мусульмани» офіційно виключили зі списку заборонених у Єгипті, тобто вперше за свою 80-річну історію ця організація стала легальним політичним рухом. У новому вигляді вона називається «Партія свободи і справедливості» і взяла участь у парламентських виборах 2011–2012 (перший тур — 28 листопада). На цих виборах партія поставила собі за мету вибороти від 1/3 до ½ місць у законодавчих зборах. У першому турі в Каїрі, Александрії та Порт-Саїді «Брати-мусульмани» набрали до 30-40 %, що може дати їм щонайменше 40 % місць у Народній асамблеї — нижній палаті єгипетського парламенту.
Згідно з заявами її лідерів, партія не буде теократичною, а стане своєрідним аналогом європейських християнсько-демократичних об'єднань, що відстоюють традиційні цінності.
В 2012 році один із лідерів ісламської організації «Брати-мусульмани», Абдельмунім Абульфутух, постановив висунути свою кандидатуру на посаду президента Єгипту.
В червні 2012 року член організації Мухаммед Мурсі був оголошений Президентом Єгипту.
3 липня 2013 року Мурсі було усунуто в результаті військового перевороту.

## Статус в інших країнах

### Саудівська Аравія
Саудівська Аравія 7 березня 2014 року, включила організацію до чорного списку, як терористичну

### Йорданія
Осередки Братів-мусульман з'явились в Йорданії в 1945 році. Станом на 2012 рік, організація мала близько 15000 членів та була найбільшою релігійною організацією в країні. Окрім офіційних членів, іще близько 100000 людей пов'язані з організацією та отримують від неї соціальну і фінансову допомогу. Благодійне крило організації, «Ісламській суспільний центр» (англ. Islamic Society Center) розподіляє допомогу серед незаможних йорданців. У всіх державних установах країни є члени організації. Йорданські «Брати-мусульмани», як і в інших країнах, наголошують на зміцненні та збереженні внутрішньої цілісності організації, тому тут вітаються шлюби серед її членів.

### Катар
Рух «Братів-мусульман» має добрі стосунки з Катаром, під час Арабської весни катарський канал «Аль-Джазіра» надав інформаційну підтримку рухові, а з приходом «Братів» до влади, прем'єр-міністр Катару пообіцяв не допустити банкрутства Єгипту.

### Об'єднані Арабські Емірати
Діяльність міжнародної релігійно-політичної асоціації «Брати-мусульмани» в ОАЕ заборонена. Протягом 2012 року влада Еміратів неодноразово повідомляла про арешти на своїй території членів ісламістських угруповань. За даними еміратських спецслужб, вони загрожують національній безпеці країни та прагнуть до зміни правлячих режимів в арабських монархіях Перської затоки.
Так, на початку 2013 року було затримано 94 людини, більшість з яких належать організації «Аль-Іслах», що має тісні зв'язки з рухом «Брати-мусульмани». Прокуратура ОАЕ звинуватила їх у порушенні статті 180 Кримінального кодексу ОАЕ, яка, зокрема, забороняє заснування в країні політичних партій чи будь-яких інших організацій, що створюють загрозу державній безпеці.

### Росія
Рішенням Верховного Суду Російської Федерації від 14 лютого 2003 року організація «Брати-мусульмани» визнана терористичною та її діяльність на території Російської Федерації заборонена. В рішенні суду сказано:

«Брати-мусульмани» («Аль-Іхван аль-Муслімун») — організація, в основу діяльності якої покладені ідеї основних теоретиків та лідерів Хассана аль-Банни та Сеїіда Кутба. Мета — усунення неісламських урядів та встановлення ісламського правління у світовому масштабі шляхом відновлення «Великого ісламського халіфату» спочатку в регіонах з переважно мусульманським населенням, включно з Росією та країнами СНД. В ряді держав Близького Сходу заборонена законом (Сирія). Основні форми діяльності: ісламська пропаганда, активне вербування прибічників у мечетях, збройний джихад, не обмежений територіальними рамками.